# Terry Price
Pour les articles homonymes, voir Price.

a Compétitions nationales et continentales officielles uniquement.

b Matchs officiels uniquement.
Terence Graham Price dit Terry Price, né le 16 juillet 1945 à Hendy et mort le 7 avril 1993 à Bicester, est un joueur de rugby à XV et rugby à XIII qui a joué avec l'équipe du pays de Galles évoluant au poste d’arrière. 

## Biographie
Terry Price dispute son premier test match le 16 janvier 1965 contre l'équipe d'Angleterre, et son dernier test match contre l'équipe de France le 1er avril 1967.

## Palmarès
- Vainqueur du Tournoi des Cinq Nations en 1965 et 1966.

## Statistiques en équipe nationale
- 8 sélections en équipe nationale  (+1 non officielle)
- 45 points (9 transformations, 8 pénalités, 1 drop)
- Sélections par année : 4 en 1965, 2 en 1966, 2 en 1967
- Tournois des Cinq Nations disputés : 1965, 1966, 1967.